# Livia Breznay
Livia Breznay später Livia Scholz-Breznay oder ungarisch Lívia Scholzné Breznay, auch Lívia Scholz  (geboren 1. April 1948 in Budapest) ist eine ungarische Zeichnerin und Malerin, Illustratorin, Grafikerin und Kunstpädagogin.

## Leben
Livia Breznay kam 1948 als Spross einer alten, beinahe europaweit tätigen Kunst- und Kulturschaffenden-Dynastie als erste Tochter des Malers József Breznay aus dessen zweiter Ehe zur Welt. Nachdem ihr Vater 1954 eine dritte Ehe mit der Malerin Mária Gánóczy einging, wuchs Livia als ältestes von neun Geschwistern der Großfamilie in einer Wohnung in der Budapester Ady-Endre-Straße auf und besuchte, wie alle ihre Schwestern und Brüder, eine Kunstschule in Budapest.
Sie besuchte die Ungarische Akademie der Bildenden Künste als Schülerin von Haiman György und beendete ihr Studium als diplomierte Buchgrafikerin 1973 mit Auszeichnung.
1975 übersiedelte sie nach Westdeutschland, wo sie zunächst als Illustratorin für den Buchverlag Mora tätig wurde. Sie schuf Illustrationen für wissenschaftliche Publikationen, Natur- und Reiseführer sowie Schul- und Kinderbücher.
Ihre als freiberufliche Grafikerin geschaffenen Arbeiten – vor allem Illustrationen und Porträts – stellte sie regional und international aus.
Ab 1984 unterrichtete Scholz-Breznay figürliches Zeichnen und Künstlerische Konzepte an der Volkshochschule Reutlingen sowie an der Volkshochschule Tübingen. Zudem übernahm sie die Leitung einer Grundlagenklasse an der Akademie für Design und Kommunikation Reutlingen (Dekart).
Als einen ihrer Wirkungsorte wählte Scholz-Breznay die Gemeinde Gomaringen im Landkreis Tübingen.
Die Stadt Köln erfasste Livia Scholz-Breznay für die Kunst- und -Museumsbibliothek ihrer Museen.